# Niesprawiedliwość epistemiczna

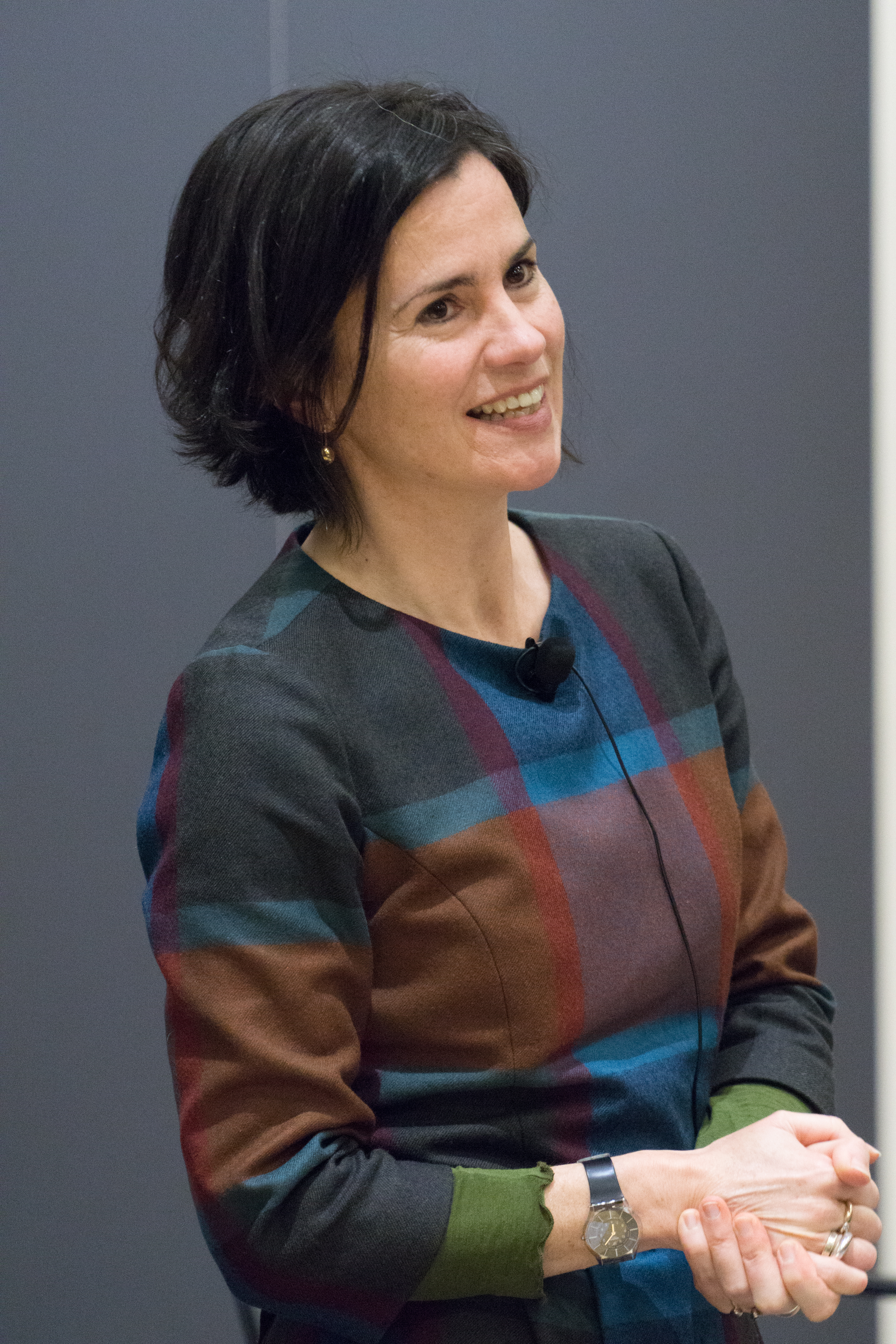
Miranda Fricker w instytucie badawczym Edmond & Lily Safra Center for Ethics

Niesprawiedliwość epistemiczna to niesprawiedliwość związana z wiedzą. Obejmuje wykluczanie i wyciszanie, systematyczne zniekształcanie lub przeinaczanie znaczeń lub wkładu danych osób lub grup w życie społeczne i naukę, umniejszanie statusu lub pozycji osób lub grup w praktykach komunikacyjnych, niesprawiedliwe rozróżnienia w kwestii sprawowania i bycia obiektem władzy oraz nieuzasadnioną nieufność.
Najbardziej aktualną, wpływową teorią epistemicznej niesprawiedliwości jest koncepcja brytyjskiej filozofki Mirandy Fricker, która ukuła ten termin. Według Fricker istnieją dwa rodzaje niesprawiedliwości epistemicznej: niesprawiedliwość świadectw i niesprawiedliwość hermeneutyczna. Fricker, która w 2007 roku opublikowała książkę Epistemic Injustice: Power and the Ethics of Knowing, która porusza temat niesprawiedliwego traktowania podmiotów poznających i podmiotów poznania ze względu na ich rasę, płeć, wiek, status społeczny.

## Niesprawiedliwość świadectw
Niesprawiedliwość świadectw to niesprawiedliwość związana z zaufaniem do czyjegoś słowa. Tego rodzaju niesprawiedliwość może wystąpić, gdy ktoś jest ignorowany lub nie wierzy się mu z powodu jego płci, seksualności, prezentacji płciowej, rasy, niepełnosprawności lub ogólnie ze względu na jego tożsamość. Przykładem walki z niesprawiedliwością świadectw jest ruch Me Too, który zwraca uwagę na dysproporcję między przyjmowanymi przez władze zgłoszeniami aktów przemocy seksualnej (zwłaszcza wobec kobiet i osób, którym przy urodzeniu przypisano płeć kobiecą) a realną skalą ich występowania i idącymi za tym konsekwencjami: niską prewencją dalszych czynów zabronionych popełnianych przez przestępców pozostających na wolności, ponieważ zgłoszenia na ich temat są podawane w wątpliwość lub traktowane jako forma manipulacji.

## Niesprawiedliwość hermeneutyczna
Niesprawiedliwość hermeneutyczna to niesprawiedliwość związana z tym, jak ludzie interpretują swoje życie i egzystencję; słowo "hermeneutyczny" pochodzi od greckiego słowa oznaczającego "tłumacza".
Niesprawiedliwość hermeneutyczna występuje, gdy czyjeś doświadczenia nie są dobrze rozumiane — przez siebie lub przez innych — ponieważ te doświadczenia nie pasują do żadnych znanych im (lub znanych innym) pojęć, ze względu na historyczne wykluczenie niektórych grup ludzi ze zjawisk, które kształtują język używany przez ludzi, aby nadać sens ich doświadczeniom. Przykładem może być zjawisko cenzury edukacji seksualnej, która nie przewiduje informowania uczniów o istnieniu osób transpłciowych, wskutek czego uczniowie trans nie mają możliwości nazwania swojego doświadczenia, a tym samym zasięgnięcia pomocy ani porady, ponieważ nie mają potrzebnego do opisu swoich doświadczeń słownictwa.

## Przykłady niesprawiedliwości epistemicznej
- Dziecko zgłaszające problem z widzeniem, który to problem jest ignorowany przez lekarzy, ponieważ opis nie przystaje do wyników badania[8]
- Pacjent psychiatryczny, którego opinie lub skargi są ignorowane lub składane na karb zaburzenia psychicznego, które może w ogóle nie mieć wpływu na prawdomówność lub powodować konfabulacji[9]
- Kobiety, które do ok. lat 70. nie miały możliwości zgłaszać molestowania seksualnego z powodu braku terminu, który byłby jasny, klarowny i umożliwiał nie tylko zbiorowe działanie, ale i prowadzenie statystyk[10]
- Dziecko zgłaszające molestowanie seksualne w formie skarg na ból brzucha, ponieważ nie ma słownika pozwalającego na opisanie tego, czego doświadczyło[8]